# Диас Уинкалес, Николас
Никола́с Андре́с Ди́ас Уинка́лес (исп. Nicolás Andrés Díaz Huincales; 20 мая 1999, Ла-Флорида, Чили) — чилийский футболист, защитник клуба «Тихуана» и сборной Чили.

## Клубная карьера
Диас начал карьеру в клубе «Палестино». 15 августа 2017 года в матче против «Коло-Коло» он дебютировал в чилийской Примере. В 2018 году Диас помог клубу завоевать Кубок Чили. 22 мая 2019 года в поединке Южноамериканского кубка против венесуэльской «Сулии» Николас забил свой первый гол за «Палестино». В начале 2020 года Диас перешёл в мексиканский Монаркас Морелия, но еще на полгода был оставлен в «Палестино» на правах аренды. 
Летом 2020 года Диас перешёл в «Масатлан». 28 июля в матче против «Пуэблы» он дебютировал в мексиканской Примере. 25 августа поединке против «Пачуки» Николас забил свой первый гол за «Масатлан».

## Международная карьера
В 2019 году Вильянуэва в составе молодёжной сборной Чили принял участие в домашнем молодёжном чемпионате Южной Америки. На турнире он сыграл в матчах против команд Боливии, Венесуэлы, Бразилии и Колумбии.
9 октября 2020 года в отборочном матче чемпионата мира 2022 против сборной Уругвая Диас дебютировал за сборную Чили.

## Достижения
Командные
«Универсидад Католика»
- Обладатель Кубка Чили — 2018